# Tercera campanya de Borgnis-Desbordes
La tercera campanya de Borgnis-Desbordes al territori de l'Alt Senegal es va desenvolupar el 1882 i 1883.

## La campanya
El coronel Gustave Borgnis-Desbordes fou enviat a una tercera missió: l'establiment d'un fort a Bamako, lloc comercial important i el punt més curt per un trajecte ferroviari des de Kayes. Allí s'aturaven les piragües de l'alt Níger; a més podria fer tractats amb tots els caps més enllà de Kita. Aquesta expedició comptava amb dos companyies d'infanteria de marina amb els capitans Piétri i Combes i el tinent Picard; dos companyies de tiradors amb el comandant Boilève i els capitans Foumier i Grisot; i una bateria de 4 peces amb el capità Demaine; un escamot de spahis amb el tinent Oscar de Poli; una companyia auxiliar d'obrers d'artilleria amb el capità Archinard; un destacament de portadors de les mules; una brigada topogràfica amb el capità Bonnier i una telegràfica amb el indígena Mademba; en total 562 combatents. Va sortir de Saint Louis el 22 d'octubre de 1882 arribant a Kayes l'1 de novembre; aquí hi havia les febres tifoides i els cavalls foren atacats per l'epizoòtia i van morir quasi tots. Van arribar a Kita el 16 de desembre de 1882.
A Kita el tinent coronel va saber que el cap tuculor de Mourgoula (a 63 km al sud-est de Kita), l'almamy Abdallah, havia fet incursions per apoderar-se de ramats i saquejant caravanes. A més s'havia aliat a Samori i planejava atacar Kita. Mourgula tenia una tata defensiva en mal estat i només 200 defensors però Abdallah estava disposat a defensar la regió en nom del sobirà de Ségou. Borgnis-Desbordes va marxar sobre Mourgula on va arribar el 22 de desembre i va demanar a l'almamy de rendir-se i marxar de la ciutat. Abdallah es va haver de rendir i es va dirigir a Nioro amb una escorta francesa; la tata fou demolida i tot el país de Birgo va quedar sota protectorat. L'autoritat d'Ahmadu de Ségou sobre la vall de Bakhoy s'havia esvaït.
Després de reposar uns dies a Kita i el 7 de gener de 1883 va sortir cap a Bamako seguint la via emprada tres anys abans per Gallieni a través del Bélédougou. Pretenia exigir als bambares la restitució dels objectes agafats a Dio i imposar una multa als culpables. Va enviar al capità Piétri a parlar amb un cap de nom Naba que governava la població fortificada de Daba, per explicar les seves intencions; però Naba va refusar rebre al capità i va refusar deixar passar el Baoulé (afluent del Bakhoy) als francesos. La columna llavors es va dirigir contra Daba on va arribar el 16 de gener de 1883. La ciutat tenia una muralla que la rodejava però cada casa era una petita fortalesa connectada amb les altres cases; calia emprar els canons i aquests van obrir bretxa (uns 10/12 metres) per on es va produir l'assalt dirigit pel capità Combes; els bambares van resistir un hora i mitja i finalment la ciutat va quedar en mans dels francesos. Naba va morir amb la seva família i 23 altres caps; pel costat francès va morir el tinent Picard i tres homes (i uns 50 van quedar ferits). Els caps bambares de la regió no van tardar a venir a oferir la submissió incloent els de Dio que van retornar el que havien robat a la missió Gallieni. Els ferits foren evacuats a Koundou.
La columna llavors va prosseguir el seu camí per Ouoloni, Guinina (on es va instal·lar un lloc de comunicacions), Dio i Diaka, arribant a Bamako el 31 de gener començant l'endemà les tasques per buscar un lloc per construir un fort la primera pedra del qual fou posada el 7 de febrer al mateix moment que va declarar la presa de possessió en nom de França de l'alt Níger. Mentre la brigada Mademba perllongava el telègraf de Kita a Bamako, i el capità Bonnier va fer la topografia de la zona.

### Activitat de Samori Turé
Però mentre el tinent coronel avançava cap a Bamako, Samori no s'havia estat quiet; des de Kangaba, va amenaçar des de l'agost de 1882 la població de Niagassola i vas entrar en contracta amb l'almamy de Mourgoula. Després va retornar al Ouassoulou per acabar la submissió de la gent de les muntanyes del sud del país; llavors va encomanar al seu germà Fabou Ibrahima l'ocupació de Bamako.
Dins de la ciutat, ara sota control francès, hi havia dos partits que es disputaven el poder: el cap bambara Titi, favorable als francesos, i el partit maure favorable a Samori; els maures, establerts a la zona des de començaments del segle xix, esperaven entendres amb els sofes de Samori per reprendre el seu comerç arruïnat per la invasió tuculor; els maures van facilitar guies i informadors a Fabou Ibrahima.
Fabou va avançar cap al nord a poc a poc, i pel camí va sotmetre els pobles del país mandinga, i a finals de març de 1883 va entrar a Nafadié, a 40 km de Bamako. Va enviar 200 cavallers i 50 infants a Guinina, manats pel seu lloctinent Fassina, amb la missió de tallar la línia de retirada francesa, i amb la resta va seguir cap a Bamako.
Advertit del que passava, l'ara coronel Borgnis-Desbordes (ascendit el 31 de març de 1883) va enviar al capità Piétri amb 80 homes a reforçar la posició militar francesa a Guinina. Allí Piétri va saber que la població de Douabougou ja s'havia rendit als sofes de Samori i que la brigada telegràfica havia estat assaltada a Fabani sense èxit. El 4 d'abril Piétri va marxar contra els enemics i els va sorprendre a 40 km de Douabougou, els va dispersar i va penetrar amb ells a la població, sent castigats els habitants. Va retornar a Bamako el 9 d'abril.
Mentre Fabou Ibrahima amb 3.000 homes s'acostava al marigot de d'Ouéyako, a 6 kilòmetres de Bamako, on va establir posicions fortificades. Borgnis-Desbordes va decidir desallotjar-lo d'aquestes posicions i tot i que només tenia 250 homes (la resta estava afectat de malalties) el va atacar el 2 d'abril però no va aconseguir res i després de quedar els tiradors (capità Foumier i comandant Boilève) en posició defensiva, el coronel va haver d'ordenar la retirada cap a Bamako que es va poder fer amb dificultats mercès a una carrega brillant del tinent Poli. Fabou Ibrahima va reforçar les seves línies que mesuraven tres kilòmetres entre les muntanyes i el Níger. El 12 d'abril el coronel va llençar el segon atac, però aquesta vegada va fer passar secretament les seves forces cap a la posició pel darrer de l'enemic, i va aconseguir el factor sorpresa que va provocar la desbandada del sofes cap a les muntanyes. Fabou Ibrahima es va retirar llavors als pobles del país mandinga on havia acumulat provisions, perseguit per dues columnes franceses manades pel comandant Boilève i el capità Piétri; les columnes van cremar diverses poblacions: Nafadié, Dialiba, Krina i Kroussalé, i van rebutjar les bandes sofes disperses cap a Bankoumana, a 80 kilòmetres al sud. Fabou va creuar a la riba dreta del Níger i es va retirar al Ouassoulou. El capità Monségur amb patrulles lleugeres, va fer sortir als sofes que s'havien amagat en diversos llocs i els va obligar a rendir-se, en especial la població important de Naréna.
Llavors es va poder acabar el fort de Bamako (o Bammako) i la companyia Grisot hi va quedar de guarnició. El 27 d'abril de 1883 la columna va retornar al Senegal; havia perdut un terç dels seus efectius. Samori va renunciar a la lluita i Ahmadu es va retirar a Kaarta.

## Dimissió de Borgis-Desbordes
La direcció administrativa i militar del territori restava en mans del comandant superior de l'Alt Senegal (o de l'Alt Riu, en francès Haute Fleuve) que residia a Kayes on es van centralitzar tots els serveis. Aquest comandant superior era el coronel Borgnis-Desbordes però com que la manca de pressupost impedia l'ocupació i construcció de forts a Niagassola i a Siguiri que considerava imprescindibles, va dimitir el 3 de setembre de 1883 i el va substituir el tinent coronel Boilève que ja havia ocupat aquestes funcions (aleshores força nominals) abans de l'arribada de Borgnis-Desbordes el 1880. Vegeu govern de Boilève.